# Pandelygte
En pandelygte eller pandelampe er en lygte fikseret på hovedet og er typisk båret pga. udendørsaktiviteter om natten eller i mørke omgivelser såsom huleudforkning, natteorienteringsløb, vandring, backpacking, camping eller bjergcyling. 